# Helgaud von Fleury
Helgaud war Mönch der Benediktinerabtei von Fleury, er lebte zu Zeiten Roberts II. (972–1031) und war mit diesem wohl auch näher bekannt. In der Vita de Gauzlini rühmt ihn Andreas von Fleury als Vorsänger des Klosters und nennt ihn 1041 an letzter Stelle seines Schriftstellerkatalogs.

## Epitoma Vitae Regis Rotberti Pii

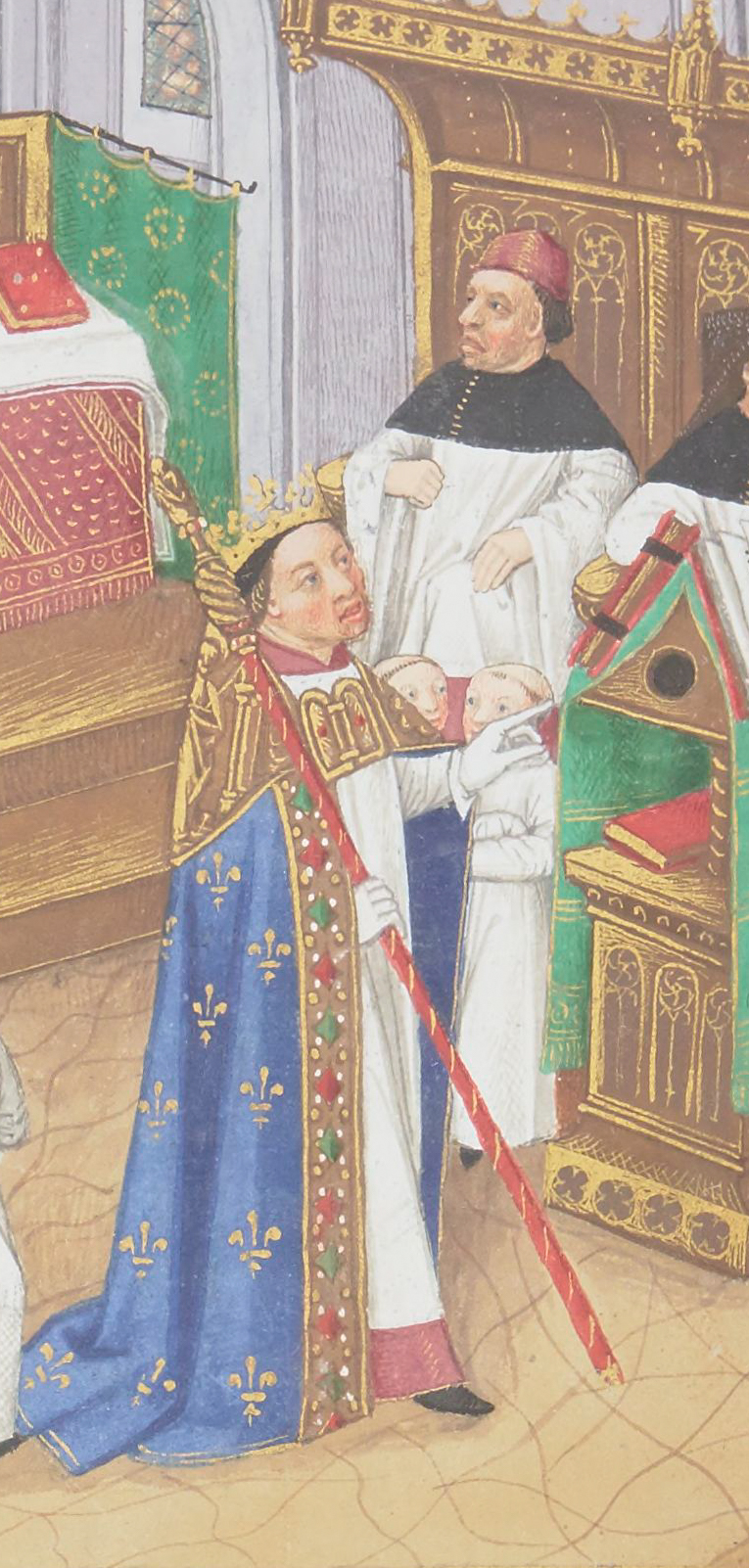
Robert der Fromme in einer Darstellung von Jean Fouquet aus den Grandes Chroniques de France. (15. Jahrhundert, Bibliothèque nationale de Paris)

Er beschrieb in seiner Epitoma Vitae Regis Rotberti Pii König Robert II., genannt Robert den Frommen als Heiligen. Im Gegensatz zu anderen Quellen über Robert nennt er ausschließlich dessen heilige Seiten und betont insbesondere dessen Psalmodierung, sprich „die ständige Praxis, die Vergilien der großen Feste in der Kirche zu verbringen“.
zum Beispiel:
- Robert vergibt seinen Feinden
- er speist die Armen und lässt sich von diesen bestehlen, ohne dass er etwas dagegen unternimmt
- er ist sehr milde, fast gönnerhaft Kleinverbrechern gegenüber
- große Versöhnungsbereitschaft im Falle von Verschwörern

Neben seinen guten Taten beschreibt Helgaud jedoch auch Wundertaten des Königs:
Robert ist mit einigen Begleitern auf der Reise und kommt an einen großen Fluss, den er überqueren muss. Die Menschen steigen also mit ihren Pferden in einen Kahn und ein Pferd verursacht fast einen Schiffbruch, was Robert aber durch ein lautes Gebet abwenden kann (das Pferd beruhigt sich wieder wie durch Gottes Hand geleitet) und die Gefährten kommen heil an.
Diese spezielle Situation eines durch ein Pferd fast hervorgerufenen Schiffbruchs, der durch einen Heiligen abgewendet wird, kommt auch in anderen Hagiographien vor.
Eine zweite Wundertat ist die Heilung von Kranken. So soll er in seiner Pariser Königspfalz einen Blinden durch Besprengen mit Wasser von seinen Leiden geheilt haben.
Überhaupt zeichnete Helgaud ein überaus positives Bild von Robert II.:
„Keine Beleidigung konnte ihn zur Rache reizen(;) er liebte die Einfachheit und benahm sich auf liebenswerte, leutseelige, für alle gleich zugängliche Weise (...) . Er war sanft, freundlich, von einer höflichen und eleganten Geisteshaltung, wohltätigem Handeln mehr zugetan als schmeichelnden Worten“.
Jedoch schlugen all seine Bemühungen, Robert zu einer Heiligsprechung zu verhelfen, fehl, sein Werk wurde im Mittelalter fast überhaupt nicht rezipiert.
Allerdings wird die Formulierung „Le Roi empereur de France“ von Helgaud von Fleury erstmals hier verwendet und später immer wieder aufgegriffen.

## Werk
- Helgaud von Fleury: Vie de Robert le pieux. Epitoma vitae regis Rotberti pii. Hrsg. von R.-H. Bautier und G. Labory, Paris 1965